# Небезпечний острів (фільм)
«Небезпечний острів» (англ. Danger Island) — американський фільм 1992 року.

## Сюжет
Після авіакатастрофи над океаном вцілілі пасажири рейсу опиняються на безлюдному тропічному острові і знаходять на ньому занедбану лабораторію, в якій під час війни проводилися експерименти зі створення біологічної зброї.

## У ролях
- Ліза Бейнс — Діана
- Річард Беймер — Бен
- Марія Целедоніо — Мелісса
- Гері Грем — Рік
- Кеті Айрленд — Лаура
- Джо Лара — Метт
- Крістофер Петтіет — Брайан
- Бет Туссен — Карен
- Едді Велес — Вік
- Ніккі Кокс — Аріель
- Джун Локхарт — Кейт
- Стів Голдсберрі — Френк
- Рей Буматаі — Тупак
- Кімо Х'юго — шеф
- Джина Марія Ауріо — Лінда
- Нед Ван Зандт — Пол
- Енні МакЛахлан — Марія